# لوبیا قرمز و برنج
لوبیا قرمز و برنج یکی از غذاهای نمادین آشپزی در اصلی متعلق به آشپزی کاجون نیست) که به‌طور سنتی در روزهای دوشنبه با لوبیاهای قرمز کوچک، سبزیجات (فلفل دلمه‌ای، پیاز و کرفس)، ادویه‌ها (آویشن، فلفل کاین و برگ بو) و استخوان‌های گوشت خوک که از شام روز یکشنبه باقی مانده، تهیه می‌شود. این مواد به آرامی در یک قابلمه پخته شده و روی برنج سرو می‌شوند. گوشت‌هایی مانند ژامبون، سوسیس (معمولاً اندویی) و ژامبون تاسو نیز در این غذا استفاده می‌شوند. این غذا به‌عنوان یک عادت شناخته می‌شود – ژامبون به‌طور سنتی یک وعده غذایی روز یکشنبه بوده و دوشنبه روز شستشو بوده است. یک قابلمه لوبیا می‌توانست روی اجاق بماند، در حالی که زنان مشغول شستن لباس‌ها بودند، تا به آرامی بپزد. این غذا نوعی برنج و لوبیا است و اکنون در سراسر جنوب شرقی ایالات متحده نسبتاً رایج است. غذاهای مشابهی در سراسر آمریکای مرکزی، بخش‌هایی از آمریکای جنوبی و کارائیب پخته می‌شوند و جزء اصلی رژیم غذایی هستند. نمونه‌هایی از این غذاها شامل گالو پینتو، مورس و کریستینوس، فیجوآدا، کاسامنتو و آروز کون هاویچولاس هستند. یک غذای مشابه گیاهی به نام راجما چاول (که به‌طور لغوی به لوبیا قرمز و برنج ترجمه می‌شود) در شمال هند محبوب است.
زمانی که انقلاب هائیتی پایان یافت و امپراتوری اول هائیتی در سال ۱۸۰۴ تأسیس شد، هزاران پناهنده از این انقلاب، چه سفیدپوست‌ها و چه افراد آزاد رنگین‌پوست، به نیواورلئان گریختند و اغلب برده‌های آفریقایی را نیز با خود آوردند که جمعیت شهر را دو برابر کرد. آن‌ها همچنین غذای‌های هائیتی مانند لوبیا قرمز و برنج و چایوت (که به آن میرتیون نیز گفته می‌شود؛ یک سبزی گلابی شکل) را به آشپزی کریدولوزیانا معرفی کردند.
لوبیا قرمز و برنج یکی از معدود غذاهای سبک نیواورلئان است که به‌طور معمول هم در خانه‌ها و هم در رستوران‌ها سرو می‌شود. بسیاری از رستوران‌های محلی و حتی مدارس همچنان آن را به‌عنوان ناهار یا شام ویژه روز دوشنبه سرو می‌کنند، معمولاً در کنارش نان ذرت یا سوسیس دودی یا یک برش گوشت خوک قرار می‌دهند. در حالی که روزهای شستشوی دوشنبه عمدتاً به تاریخ پیوسته‌اند، لوبیا قرمز همچنان یک غذای اصلی برای تجمعات بزرگ مانند مهمانی‌های سوپر باول و ماردی گرا است. غذای مورد علاقه موسیقیدان نیواورلئانی، لوئیس آرمسترانگ، لوبیا قرمز و برنج بود و او نامه‌ها را با امضای "Red Beans and Ricely Yours, Louis Armstrong" امضا می‌کرد. در سال ۱۹۶۵، گروه موسیقی R&B به نام بوکر تی و ام.جی. ز آهنگی به نام "Red Beans and Rice" نوشت و ضبط کرد که در ابتدا یک B-side بود اما بعدها محبوب شد.